# Фарук Інтіяревич
Фарук Інтіяревич (босн. Faruk Ihtijarević; нар. 1 травня 1976, Високо, СФРЮ) — боснійський футболіст, півзахисник. Грав за збірну Боснії та Герцеговини.

## Клубна кар'єра
Народився у місті Високо. Футболом розпочав займатися у футбольній команді з рідного міста, «Босна». Першим професіональним клубом став ФК «Сараєво», кольори якого Фарук захищав з 1997 по 1999 роки. З 1999 по 2001 роки виступав у клубах «Босна» (Високо) та «Желєзнічар» (Сараєво). З 2001 по 2002 роки виступав у словенському «Мариборі» (7 матчів у чемпіонаті) та хорватському «Задарі» (5 матчів у місцевому чемпіонаті). У 2002 році повернувся на батьківщину, де одразу ж уклав контракт з ФК «Сараєво», кольори якого захищав до 2007 року.
У 2007 році вирушив до екзотичного для європейців Ірану, де підписав контракт з клубом ПАС з Іранської Про Ліги. У складі іранського клубу зіграв 33 поєдинки в місцевому чемпіонаті. У 2008 році повернувся в «Сараєво», але вже не був у ньому основним футболістом. З моменту свого приходу до команди й до 2011 року, коли Фарук завершив кар'єру гравця, зіграв у боснійському чемпіонаті усього 13 матчів (1 гол).

## Кар'єра в збірній
Залучався до молодіжної збірної Боснії і Герцеговини. У 1999 році дебютував у національній збірній Боснії та Герцеговини. Протягом кар'єри у збірній, яка тривала 2 роки, зіграв 11 матчів.